# ブラウブリッツ秋田
ブラウブリッツ秋田（ブラウブリッツあきた、英: Blaublitz Akita）は、日本の秋田市、由利本荘市、にかほ市、男鹿市、潟上市を中心とする秋田県全県をホームタウンとする、日本プロサッカーリーグ（Jリーグ）に加盟するプロサッカークラブ。

## 概要
1965年創部のTDKサッカー部が前身。2010年よりクラブチーム化して「ブラウブリッツ秋田」へ名称を変更。2013年にJリーグ準加盟クラブとして承認され、2014年にJリーグに入会した。運営会社は株式会社ブラウブリッツ秋田で、秋田県内に本社を置く複数の企業が共同出資している。
クラブ名の「ブラウブリッツ (Blaublitz) 」はドイツ語で「青い稲妻」を意味する。エンブレムは、TDKサッカー部を受け継いだ経緯から形状は変更せず、秋田のなまはげと稲妻（ブリッツ）を取り入れたものである。なお、2013年の運営会社の社名変更時にエンブレム上部の「AFC」が「AKITA」へ変更された。
ホームスタジアムはソユースタジアム（登記上は2020年以後だが、実質は2019年から本拠地移転。詳細は#スタジアムを参照）、マスコットはブラウゴンである。

## 歴史

### 前身
1965年に創部されたTDKサッカー部が前身。東北社会人サッカーリーグで11回の優勝を記録し、1985年および1986/87年は日本サッカーリーグ（JSL）2部に在籍した経歴を有し、東北サッカーの草分け的チームとなっていた。2007年に日本フットボールリーグ（JFL）に昇格したが、2009年シーズン終了後にTDKが運営から撤退することを受けて、同年9月に運営会社「秋田フットボールクラブ株式会社」を設立。2010年シーズンより「ブラウブリッツ秋田」の名称でクラブチーム化した。
- 過去のエンブレム一覧

### 2010年 - 2013年（JFL）
2010年
TDKサッカー部コーチの横山博敏が監督に就任。12月17日、クラブは秋田陸をホームスタジアムとして秋田県や秋田市と調整していたが、スタジアムの確保及び秋田市八橋運動公園陸上競技場、秋田市八橋運動公園球技場改修の目処が立たないために2011年のJリーグ準加盟申請を見送ることとを発表した。。
シーズン終了後、岡本彰泰や池田昌広、高橋臣徳らが契約満了により退団、岩瀬浩介らが引退した。
2011年
チームスローガン ｢絆｣
横山体制2年目。大分から小林宏之、鳥栖から浅井俊光らを完全移籍で、柏から比嘉厚平を、甲府から畑田真輝を期限付き移籍で獲得。また、大卒ルーキーとして新里彰平、高橋理などが加入した。11月30日、ホームスタジアムとして予定している秋田市八橋運動公園陸上競技場の改修の目処が立たないため、2012年のJリーグ準加盟申請を再び見送る事を発表した。
シーズン終了後、横山が監督を退任。また、今井大悟、片山直哉らが契約満了で退団、比嘉厚平と畑田真輝が期限付き移籍満了で各クラブへ復帰、千野俊樹らが引退した。
2012年
チームスローガン ｢～変革～｣
新監督に、大宮ユース監督だった横山雄次が就任した。
補強として、岡山から野本安啓を、柏からエフラインリンタロウを期限付き移籍で獲得。また、大卒ルーキーとして二戸将、北森陽介、土屋健太が加入した。また、シーズン途中7月には仙台から島川俊郎を期限付き移籍で獲得した。
最終成績は13位となり、昨年より1つ順位を上げた。
11月30日付でJリーグ準加盟申請の書類が受理された
シーズン終了後、横山が監督を退任。また、小林宏之や松ヶ枝泰介、北森陽介らが契約満了により退団、エフライン、島川が期限付き移籍満了で各クラブへ復帰、野本安啓が引退した。
2013年
チームスローガン ｢勝～Action｣
新監督に元北九州監督の与那城ジョージが就任。
2月26日、Jリーグ準加盟が承認された。8月16日、男鹿市と「スポーツ振興及び地域の活性化に関する覚書」を締結した。11月19日、日本プロサッカーリーグ（Jリーグ）の理事会でJリーグへの入会が承認され、2014年からのJ3リーグ参加が決定した。この年のオフに、運営会社の社名を「株式会社ブラウブリッツ秋田」に改め、エンブレムも刷新された。

### 2014年 - 2020年（J3）

#### 2014年
チームスローガン「挑」
与那城体制2年目。
1月に、練習場などのクラブの拠点を秋田市に移転した。理由としては、秋田県全域で活動するに当たって県庁所在地のある秋田市内に拠点を置くことで「県民チーム」としての性格を強く打ち出せることなどを理由としている。なお、クラブ発祥の地であるにかほ市および由利本荘市は「マザータウン」として位置付けられることとなった。
最終成績は12チーム中8位。天皇杯は2回戦でFC東京に敗れた。シーズン終了後、与那城が監督を退任した。

#### 2015年
チームスローガン「闘」
監督に千葉元コーチで母親が男鹿市出身の間瀬秀一が就任。最終成績は13チーム中8位。天皇杯は2回戦で新潟に敗れた。シーズン終了後、江﨑一仁、熊林親吾が引退するなど19名が退団した。

#### 2016年
チームスローガン「躍｣
間瀬体制2年目。伊東輝悦、田中智大、日高慶太、畑田真輝、堀田秀平、久富賢、浦島貴大を完全移籍で、野村政孝、比嘉諒人を期限付き移籍で獲得。大学生6人が新加入、新外国人としてカイオ、岡山から呉大陸を獲得した。シーズン中に韓浩康がレンタル移籍で加入した。
一時は首位に立ち、最終順位も4位。天皇杯は2回戦で川崎に敗れた。
シーズン終了後、間瀬が監督を退任。川田和宏が現役引退、伊東輝悦ら6名が契約満了、野村政孝が期限付き移籍期間満了、堀田秀平が愛媛へ完全移籍した。

#### 2017年
チームスローガン「突｣
新監督に新潟S元監督の杉山弘一が就任。有薗真吾、江口直生、小澤章人、期限付き移籍中の比嘉諒人を完全移籍で、古田寛幸を期限付き移籍で、新卒では即主力の藤山智史を獲得。U-18から小野敬輔がユース創設後初めて昇格した。シーズン中に山田樹が加入した。
リーグ戦は開幕から15戦負けなしで第6節終了時から首位に立ち続けたが、第17節にシーズン初の敗戦を喫して以降10試合で僅か2勝と停滞、第23節終了時には首位から陥落、第24節には3位に下がったものの、第28節から3連勝で盛り返し、終盤まで栃木SC、アスルクラロ沼津と優勝を争い、最終節でガイナーレ鳥取に勝利し、栃木と沼津が直接対決で引き分けたため逆転でJ3初優勝を果たした。ただし、J2ライセンス未交付により、翌シーズンもJ3所属となる。
シーズン終了後、下田光平が現役引退し、有薗真吾、小澤章人、浦島貴大他4選手が退団。安芸銀治と小野敬輔はそれぞれラインメール青森FCとおこしやす京都ACに期限付き移籍した。

#### 2018年
チームスローガン「志」
杉山体制2年目。藤田祥史、薗田淳、尾本敬、中村亮太、平石直人が完全移籍で加入し、清水慶記、吉平翼、2年振りの加入となる堀田秀平が期限付き移籍で加入した。
J2昇格を目標にしたシーズンであったが、リーグ前半戦を6勝3分7敗と負け越し、17チーム中の9位と低迷したことから、7月10日付で杉山を解任し、後任に元秋田監督の間瀬秀一が就任した。
9月27日、J2クラブライセンスを取得したことが発表された。但し、2019年度以降、所属クラスに関わらず、主本拠地として使用予定の秋田市八橋運動公園陸上競技場に未充足の設備がある為、スタジアム環境の抜本的改善に向けた2019年の活動計画及び2018年7月から2018年11月までの活動報告を11月30日までに、Jリーグクラブライセンス事務局に書面で提出することを制裁として科された。

#### 2019年
チームスローガン「昇」
間瀬が引き続き監督を続投したが、リーグ戦は前年と同じ8位に終わった。天皇杯は1回戦で明治大学に敗れた。シーズン終了後に間瀬が監督を退任した。

#### 2020年
チームスローガン「結」
前年まで沼津を率いていた吉田謙が監督に就任。開幕から9連勝で第1節から首位を堅持、前半戦終了となる第17節時点で雷雨により延期された1試合少ない状態ながら、12勝4分・勝点40の首位でシーズンを折り返した。その後も開幕からの無敗記録を伸ばし、第21節には開幕から20戦無敗となり、それまで浦和（2015年・J1）、柏（2010年・J2）が記録していた開幕から19試合無敗のJリーグ記録を更新。さらに第25節には、甲府（2012年・J2）が記録していた24試合連続無敗のJリーグ記録をも更新した。
その後も無敗記録を伸ばし、第28節・アウェイG大阪U-23戦で勝利し、2位・長野が敗れたことにより、2017年以来の3シーズンぶり2度目のJ3優勝が決定、また3年前はクラブライセンスの壁に阻まれたJ2昇格も決定した。尚、残り6試合を残しての優勝決定は2018年の琉球（残り3試合）を抜いてJ3史上最速となった。翌試合となる第29節・ホーム富山戦にて0-1で敗戦し、開幕無敗記録は28戦、昨季から続くシーズン無敗記録は30戦でストップした。
J3優勝チームとして出場した第100回天皇杯は準決勝で川崎フロンターレに敗れた。

### 2021年 - （J2）

#### 2021年
チームスローガン「秋田一体」
吉田体制二年目。韓浩康が横浜FCにステップアップ、鎌田翔雅が福島に移籍など、主力の流出は最小限に抑えられた。武颯、稲葉修土（富山）、吉田伊吹（長野）、普光院誠（沼津）、飯尾竜太朗（仙台）などを補強し、J3オールスター的選手層となる。
同年7月、J1ライセンス申請 を行う。同年9月、J1ライセンスを初めて交付される。 ただし、ソユースタジアムの客席の屋根と衛生施設が基準値を満たしていないため、Jリーグに改善計画についての書面提出を求められる制裁付きとなった。
シーズン途中で鈴木準弥をFC東京に抜かれたが、13位でシーズンを終了し、最大目標のJ2残留を達成した。

#### 2022年
チームスローガン「超秋田一体」
吉田体制三年目。功労者である山田尚幸、久富賢、青島拓馬らが退団。青木翔大、小柳達司、池田樹雷人らが新規に加入する。シーズンでは14-16節ではJ2所属で初の3連勝をするなど波に乗りかけたが、そこから十数名の大量負傷者を出し勝つことができず、前半戦は7勝5分9敗15位の成績で折り返した。
結局、第29節まで12試合勝ち無し(6分6敗)だったものの、そこから復調し、輪笠を岡山に抜かれたが、38-41節でJ2初の4連勝。15勝11分16敗の12位でシーズンを終え、10位以内という目標は未達成となった。
天皇杯は2回戦で東京Vに敗れた。

#### 2023年
チームスローガン「シン・秋田一体 」
吉田体制四年目、J2三年目。田中雄大、新井栄聡、池田樹雷人、千田海人、稲葉修土、武颯、茂平、江口直生ら主力級が多数退団 。丹羽詩温、圍謙太朗、河野貴志、諸岡裕人、畑潤基、阿部海大、梶谷政仁、水谷拓磨ら新戦力を獲得し開幕戦に臨んだ。監督に（選手が代わっても）「秋田は秋田」 と言わせるほど、「徹底の徹底」が出来るチームに仕上がり、フィールダーとGKの「二重ロック」の守備 で、開幕から４連続完封と波にのり一時は暫定首位にも立った。しかしながら、斎藤、中村、諸岡と負傷者を出し始めると、勝ち切れなくなりジリジリと順位を後退させ、21試合消化時点で、7勝6分8敗で折り返した。また後半戦でも序盤はなかなか、得点がとれず、8、9月は勝利がなく、一時期は17位まで低迷するも、10月の試合を2勝3敗、11月を1勝1分で、J2残留を決めた。最終的には12勝15分15敗の勝ち点51で13位フィニッシュとなった。一試合平均失点はリーグ4位、シュート時の被枠内率、被枠内本数はリーグ1位と守備面では健闘するも、一試合平均得点がリーグワースト3位、枠内シュート本数が同ワースト6位と攻撃力の弱さが目立つシーズンであった。　

#### 2024年
チームスローガン「秋田一体+」
吉田体制五年目、J2四年目。

## タイトル

### クラブ
- J3リーグ：2回
  - 2017, 2020
- 秋田県サッカー選手権大会（兼天皇杯秋田県予選）：10回
  - 2010-2019

### 個人
- J2リーグ
  - 月間MVP：1回
    - 小松蓮（2025年2・3月）

- J3リーグ
  - 優勝監督賞：1回
    - 吉田謙（2020年）

  - 月間MVP：4回
    - 中村亮太（2019年9月、2020年11月）
    - 田中雄大（2020年6月・7月）
    - 江口直生（2020年10月）

  - 月間ベストゴール：2回
    - 江口直生（2020年10月）
    - 中村亮太（2020年11月）

  - 月間優秀監督賞：1回
    - 吉田謙：1回（2020年6月・7月）
- 日本フットボールリーグ
  - ベストイレブン
    - 2010年：松田正俊

  - 得点王
    - 2011年：松田正俊（20得点）

### その他
- フェアプレー賞
  - J3: 2015, 2017, 2018
  - J2: 2021, 2022

## 年度別チーム得点王
- 年度別チーム得点王の一覧。リーグ戦以外での得点は含まない。2006年-2009年はTDKサッカー部での成績。

| 年度 | チーム得点王      | 得点 |
| ---- | ----------------- | ---- |
| 2006 | 富樫豪            | 12   |
| 2007 | 松田正俊          | 18   |
| 2008 | 富樫豪            | 14   |
| 2009 | 松田正俊 池田昌広 | 7    |
| 2010 | 松田正俊          | 24   |
| 2011 | 松田正俊          | 20   |
| 2012 | 松田正俊          | 12   |
| 2013 | 松田正俊          | 10   |
| 2014 | 三好洋央          | 12   |
| 2015 | 前山恭平          | 10   |
| 2016 | 田中智大          | 8    |
| 2017 | 田中智大          | 15   |
| 2018 | 田中智大 久富賢   | 6    |
| 2019 | 中村亮太          | 11   |
| 2020 | 中村亮太          | 10   |
| 2021 | 武颯              | 7    |
| 2022 | 吉田伊吹 青木翔大 | 5    |
| 2023 | 齋藤恵太          | 5    |
| 2024 | 小松蓮 佐藤大樹   | 6    |

## スタジアム・練習場

### スタジアム

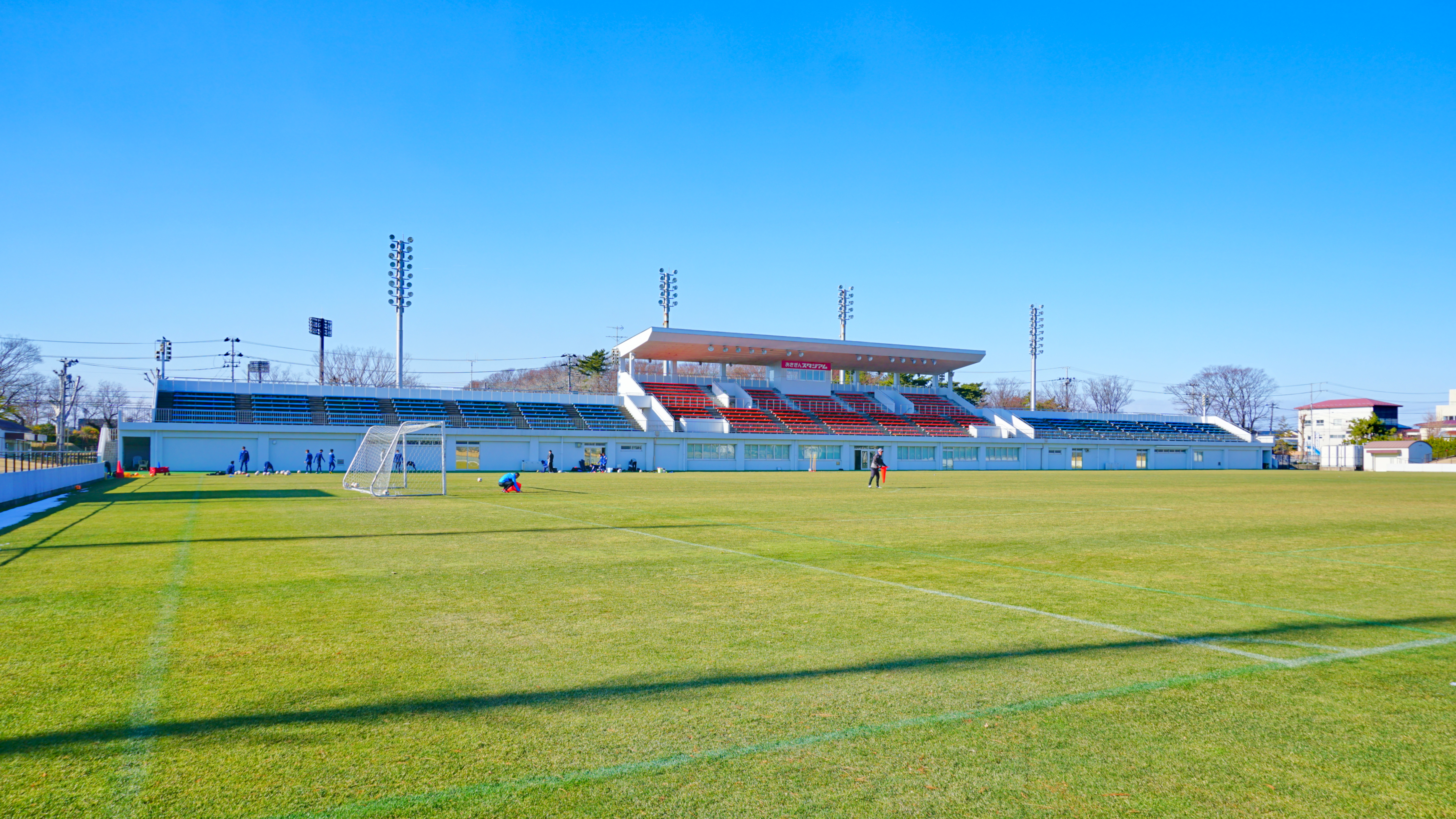
あきぎんスタジアム（2018年までの主本拠地）

2020年シーズン以降、秋田市の八橋運動公園内にある秋田市八橋運動公園陸上競技場（ソユースタジアム/ソユスタ）を本拠地としている。
2019年までは同じ八橋運動公園内にある秋田市八橋運動公園球技場（あきぎんスタジアム/A-スタ）をホームスタジアムとして登録しており、2018年度までは大半の試合をA-スタで開催していたが、収容人員や照明装置等の設備面でのJ2ライセンス基準を満たさないため、秋田市は収容人員要件を満たす八橋運動公園陸上競技場を暫定的に本拠地に使用させる前提で、ナイター照明や大型映像装置の新設、ロッカールームやドーピング室の設置などを盛り込んだ改修予算案を2017年度2月補正予算案に計上。これが承認され、八橋運動公園陸上競技場がJ2スタジアム基準を満たす見込みとなったことから、2019年のライセンス申請に当たって八橋運動公園陸上競技場を本拠地としてJ2ライセンスを申請、これが承認されてJ2ライセンスを取得した。2019年シーズン以降は原則としてソユスタでの開催に一本化されている。
また、JFL時代は秋田県内の複数の会場でホームゲームを開催していた。

### 新スタジアムの検討
ブラウブリッツのスタジアム問題に対し、秋田県は2017年度に新たなサッカースタジアム整備を念頭に置いた検討委員会を設置、2018年1月に「多機能・複合型スタジアムを新設する必要がある」「建設場所は秋田市の中心市街地エリア」「全天候対応の開閉式ドームが望ましい」といった趣旨の提言をまとめた。ただし、秋田県知事の佐竹敬久は2018年1月の定例記者会見で、費用面や技術面の課題を指摘してこの提言に難色を示し、さらに3月の定例記者会見では、商業施設などを備えた複合型施設とする案について「地方では成功しない」と述べ、否定的な見方を示している。
この状況を受け、秋田県では2018年5月にブラウブリッツ秋田のホームタウンである秋田市、男鹿市、由利本荘市及びにかほ市と秋田商工会議所で構成する「新スタジアム整備構想策定協議会」を新たに設置。八橋運動公園のほか、ブラウブリッツが主導する『「スポーツモールAKITA」を核とした街づくり構想協議会』が候補地に挙げた秋田プライウッド本社・工場跡地（秋田市川尻）、および大学法人側から申し出のあった秋田大学敷地（秋田市手形住吉町）の3か所を候補地として検討を行う。建設主体については「基本的には行政、とりわけ秋田県と秋田市が中心となって進めるべき」との意見でまとめられたが、建設場所については八橋運動公園を適地と推す声が最も多かったものの、利用者の多い第2球技場（スペースプロジェクト・ドリームフィールド）と健康広場が使用できなくなることから管理する秋田市の賛同が得られず、浸水想定区域内にある秋田プライウッド跡地、敷地が狭い秋田大学敷地を含めていずれの候補地にも問題があるとして、最終候補地を取りまとめることができなかった。
秋田県は秋田市と共同で、協議会で挙げられた問題解決のための調査研究を実施。八橋運動公園への整備に難色を示す秋田市に対し、秋田県はスペースプロジェクトドリームフィールド（第2球技場）と健康広場付近にスタジアムを建設した際の代替施設として、「県立向浜運動広場野球広場（秋田市新屋町、こまちスタジアム隣接）に両施設を一体的に移転する」、「移転が予定されている秋田市文化会館敷地（八橋運動公園向かい）に健康広場を、県立新屋運動広場（秋田市豊岩、旧東北電力新屋ラグビー場）に第2球技場をそれぞれ移転する」という2案を示した が、市は代替施設候補地の要件として「サッカーのピッチが確保可能な広さと形状であること」「八橋運動公園との一体性、利便性が確保できること」「津波浸水想定区域外であること」「敷地所有者らの同意が得られること」の4要件を提示、秋田市は秋田県の提案がいずれも「要件を満たさない」として提案を拒否する意向を示している。
2019年12月3日、新球技場をスペースプロジェクトドリームフィールドと健康広場付近に建設して、かつその人工芝競技場を八橋運動公園に移設した場合の既存施設の移転先の候補地として、スペースプロジェクトドリームフィールドを天然芝競技場に転嫁したうえで、あきぎんスタジアムを人工芝に張り替えて整備するか、秋田県スポーツ科学センターを解体・整備したうえで新たな球技場を建設する案を秋田県が提案したことが分かった。しかし、秋田市長の穂積志は2020年1月10日の記者会見で「（協議会が想定した）3カ所とも課題を抱え困難だ」と話し、協議会の提案を否定した上で、老朽化に伴い移転・建て替えが検討されている秋田市卸売市場（秋田市外旭川）の跡地を「有力な候補地の一つと思っている」と述べた。
2020年5月、秋田県は新型コロナウイルス感染症による影響で税収減少が見込まれることを理由にスタジアム建設を先送りすべきとの見解を示した。
2021年1月5日、秋田市長の穂積志は新年祝賀会の席上、秋田市卸売市場（外旭川）を規模を縮小して建て替えた上で、余剰となった土地にスタジアム等を併設したいとする方針を示した。県が資金拠出に消極的姿勢を示す中、秋田市は2021年11月定例市議会に市卸売市場の建て替えとスタジアム整備や先端技術を活用したまちづくり事業として、事業パートナーとなる民間事業者の公募に関する経費を計上した予算案を提出した。卸売市場の再整備は市事業で行うものの、スタジアム整備等は民設民営で行うことを想定している。
しかし、2023年になってもスタジアム建設について具体的な整備計画が進んでいないとして、Jリーグはスタジアム新設を前提とした特例2を利用して交付しているJ2以上のライセンスを2024年シーズン以後は交付しない可能性があることを示唆している が、2024年2月、ブラウブリッツと秋田県・秋田市との話し合いで、秋田市郊外・外旭川地区にJ2開催基準を満たす1万人以上収容規模のスタジアムを建設することで合意したが、着工は2030年を目標とし、当初計画から4年ほど遅れることになった。しかしJリーグとの会合では「着工が予定より遅れることや、整備のためにクラブが集める建設費約30億円の資金調達」で厳しい意見があったとされている。
2025年1月には穂積志秋田市長（当時）が従来の民設民営のスタジアムへの資金援助の方式から公設方式へ転換することを決定したが、市と同額の拠出を予定していた県の佐竹敬久知事（当時）は公設となった場合の資金拠出について県民がどの程度利用出来るかが明確でないことから公設の場合の県負担金は白紙であり、クラブ利用により県民利用に制限がある場合はクラブによる資金拠出も必要であると釘を刺した。
その後、2025年4月に秋田市長選挙が行われ、新スタジアム建設に積極的であった現職の穂積志が、既存施設の改修での対応を主張する新人候補の沼谷純に敗れた。同時に行われた秋田県知事選挙で当選した鈴木健太は沼谷と面会したうえで、「自分としては新設が望ましいとしてきたが、クラブライセンスの取得や物理的な整備自体がもし可能なのであれば、改修での整備もありうるという意見を伝えた。市長の意向を尊重しながら、県としてできるサポートをしていきたい」と述べている。
沼谷純市長は就任後初となる2025年4月30日の記者会見において、民間のルールに過ぎないクラブライセンスよりも市民の暮らしを優先すると語り、選挙前と同様にコストを踏まえ既存施設の改修を検討するとしている。

### 練習場

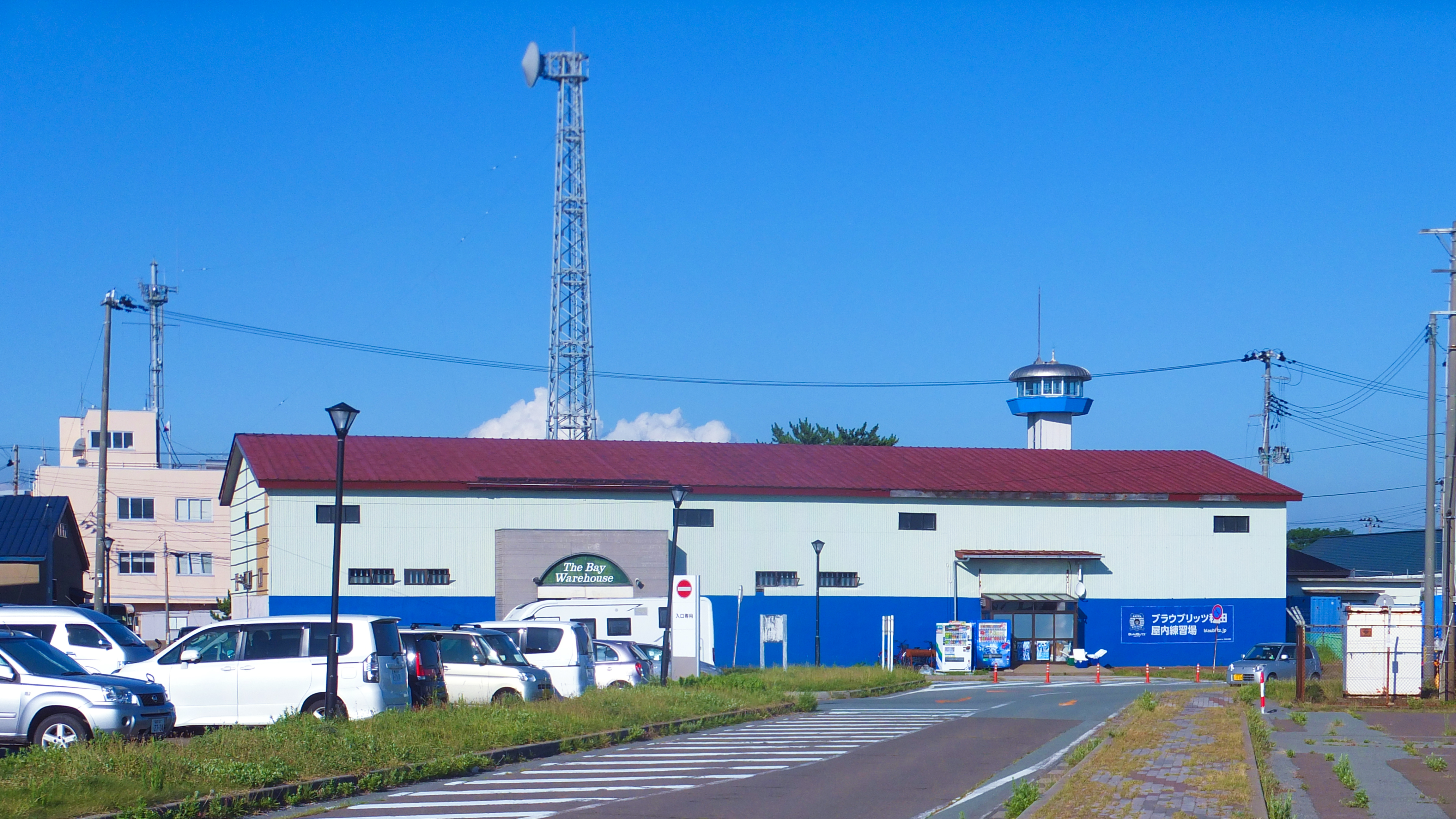
土崎屋内練習場

チーム創設当初はにかほ市のTDK秋田総合スポーツセンターや仁賀保グリーンフィールドを使用していた。2014年より練習拠点を秋田市内に移転し、八橋運動公園内にあるスペースプロジェクト・ドリームフィールド（八橋運動公園第2球技場）、秋田県立大学秋田キャンパス、土崎屋内練習場を練習場として使用している。筋トレは、八橋大畑のVarsity Weightroomなどで行う場合がある。冬季には、大館市のニプロハチ公ドームでキャンプを行っていた。
2022年シーズンに向けたJ1ライセンス申請にあたり、秋田市内で専用練習場を整備する方向で秋田市と調整中であり、整備に当たっては市の総合戦略に盛り込んだ上で、地方創生推進事業として国の認定を受け、企業版ふるさと納税と日本サッカー協会ならびに秋田県サッカー協会の施設整備に使用できる補助金を活用する予定であることを明らかにしている。10箇所の候補地の中から、秋田市内ではなく、潟上市のグリーンサムの杜内に潟上市サッカーグラウンドとして造成されることが決まった。
その他関連施設としては、由利本荘市立中央図書館内に、ブラウブリッツのコーナーがあり、レプリカユニフォームの展示や関連書籍の貸し出しが行われている。

### パブリック・ビューイング

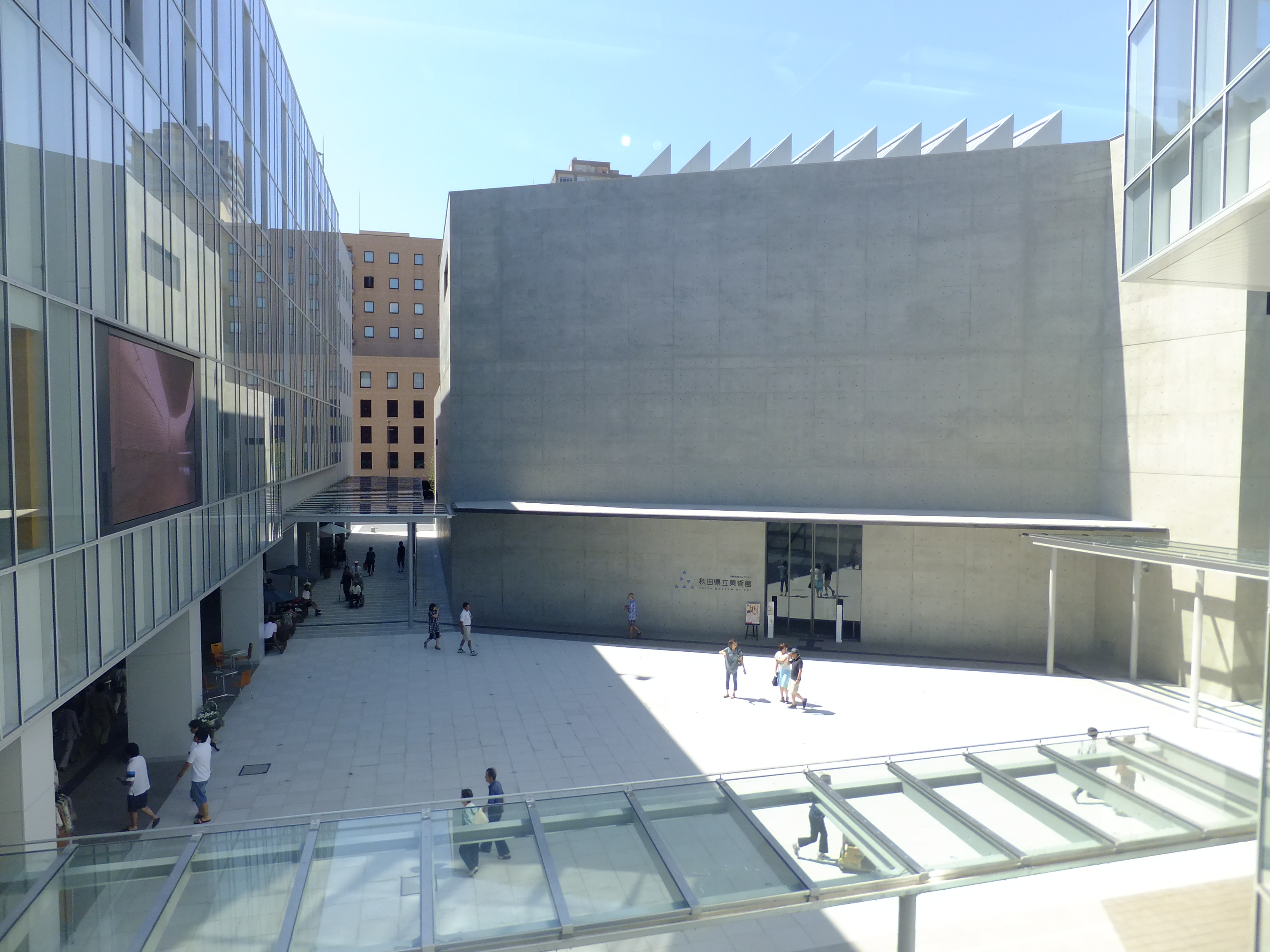
エリアなかいち広場

パブリック・ビューイングは主に、秋田市中通一丁目にあるエリアなかいち広場（屋外）、東通の秋田拠点センターアルヴェ、御所野のイオンモール秋田で行われている。またBelgian Beer ZOT やにかほ市のホテルエクセルキクスイ でも観戦されている。

## ユニフォーム

### クラブカラー
- ブルー

### ユニフォームスポンサー
| 提出箇所   | スポンサー名                                | 表記                          | 提出年      | 備考 |
| 胸         | TDK                                         | TDK                           | 2010年 -    | |
| 鎖骨       | 全国農業協同組合連合会 秋田県本部           | JAあきたこまち                | 2018年 -    | 左側に表記 2011年 - 2012年は背中 2014年 - 2017年はパンツ 2011年 - 2012年は「あきたecoらいす」表記 2014年 - 2017年は「あきたこまち JA全農あきた」表記 2018年 - 2019年は「あきたこまち」表記 |
| 鎖骨       | 秋田魁新報                                  | 秋田魁新報                    | 2018年 -    | 右側に表記 |
| 背中上部   | トラフィックレンタリース                    | Traffic                       | 2023年 -    | 2017年 - 2022年は背中下部 2017年 - 2018年は「Traffic Rental×Lease」表記 |
| 背中下部   | エーツーケア                                | A2Care ito'oshii with Science | 2023年 -    | |
| 袖         | トヨタカローラ秋田                          | カローラ秋田 COROLLA          | 2016年8月 - | 2016年8月 - 同年12月は「PRIUS」表記 （秋田トヨペット、秋田トヨタ自動車、 ネッツトヨタ秋田との共同掲出）                                                                                    |
| パンツ前面 | ADKグループ                                 | ADK                           | 2020年 -    | |
| パンツ背面 | 医療法人ALCY あきたレディースクリニック安田 | ALCY                          | 2022年 -    | |

### ユニフォームサプライヤーの遍歴

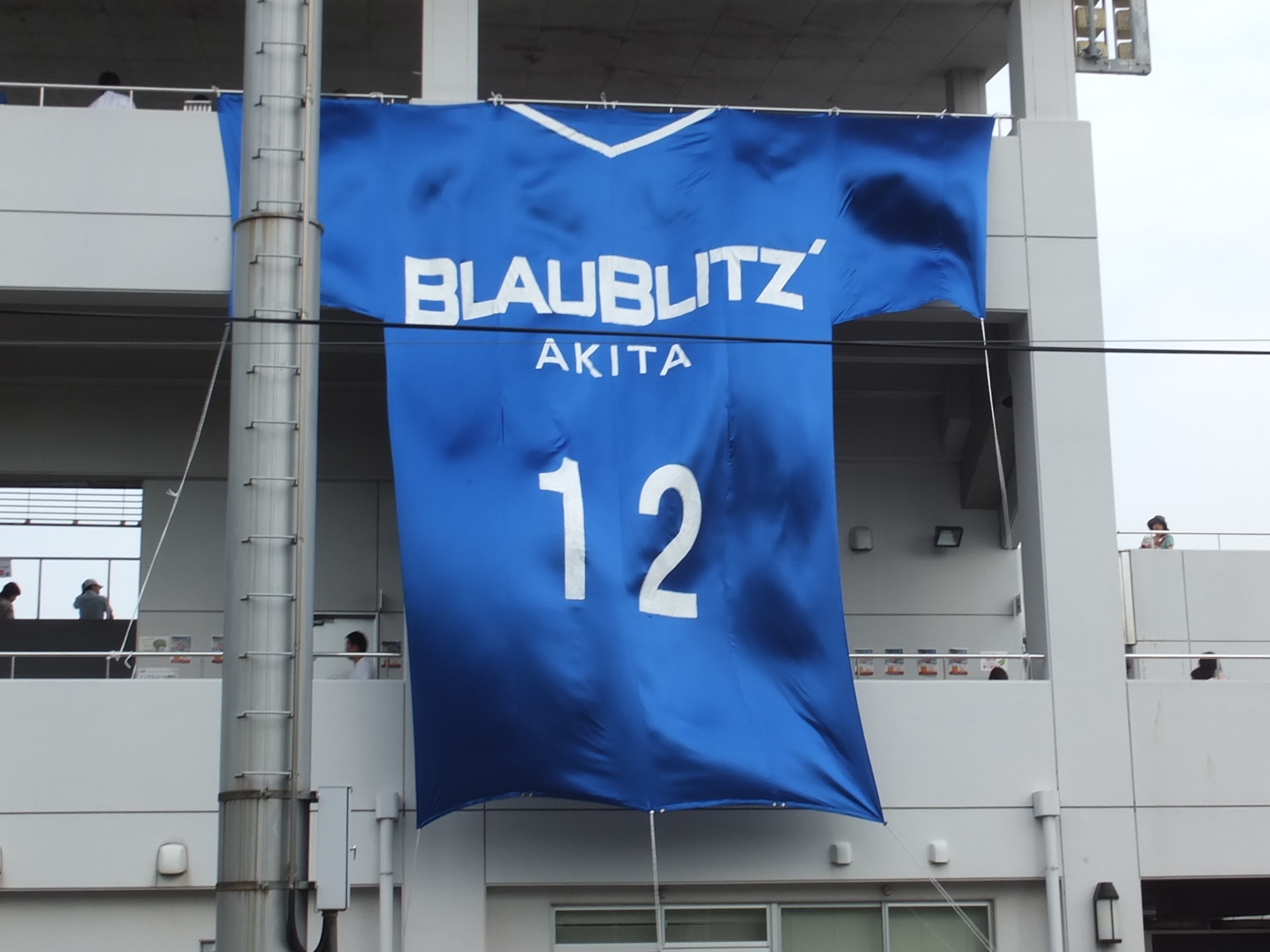
ユニフォームフラッグ

- 2010年 - 2011年：ヒュンメル
- 2012年：エーライン
- 2013年 - 2014年：ペナルティ
- 2015年 - 現在：アスレタ

### トレーニングウェアスポンサー
- 秋田ダイハツ販売、北都銀行、新興技研設備

### 歴代ユニフォーム
| FP 1st      | FP 1st | FP 1st | FP 1st | FP 1st |
| ----------- | ------ | ------ | ------ | ------ |
| 2010 - 2011 | 2012   | 2013   | 2014   | 2015   |
| 2016        | 2017   | 2018   | 2019   | 2020   |
| 2021        | 2022   | 2023   | 2024   | 2025 - |
|             |        |        |        |        |

| FP 2nd      | FP 2nd | FP 2nd | FP 2nd | FP 2nd |
| ----------- | ------ | ------ | ------ | ------ |
| 2010 - 2011 | 2012   | 2013   | 2014   | 2015   |
| 2016        | 2017   | 2018   | 2019   | 2020   |
| 2021        | 2022   | 2023   | 2024   | 2025 - |
|             |        |        |        |        |

### 歴代ユニフォームスポンサー年表
| 年度 | 箇所 | 箇所           | 箇所       | 箇所                                   | 箇所                          | 箇所                                     | 箇所                             | 箇所       | サプライヤー |
| 年度 | 胸   | 鎖骨左         | 鎖骨右     | 背中上部                               | 背中下部                      | 袖                                       | パンツ前面                       | パンツ背面 | サプライヤー |
| 2010 | TDK  | 解禁前         | 解禁前     | - / スポーツ立県あきた                 | 解禁前                        | SUZUE CORPORATION                        | ユーアイ警備保障                 | 解禁前     | hummel       |
| 2011 | TDK  | 解禁前         | 解禁前     | あきたecoらいす                        | 解禁前                        | SUZUE CORPORATION                        | 稲庭うどん 佐藤養助              | 解禁前     | hummel       |
| 2012 | TDK  | 解禁前         | 解禁前     | あきたecoらいす                        | 解禁前                        | -                                        | 稲庭うどん 創業万延元年 佐藤養助 | 解禁前     | A-LINE       |
| 2013 | TDK  | 解禁前         | 解禁前     | あきたにしました。 AKITA NI SHIMASHITA | 解禁前                        | 秋田ダイハツ                             | 稲庭うどん 佐藤養助              | 解禁前     | PENALTY      |
| 2014 | TDK  | 解禁前         | 解禁前     | 国民文化祭・あきた2014                 | 解禁前                        | 秋田ダイハツ スポーツの力で秋田を元気に! | あきたこまち JA全農あきた        | 解禁前     | PENALTY      |
| 2015 | TDK  | 解禁前         | 解禁前     | 細谷病院                               | 解禁前                        | 秋田ダイハツ スポーツの力で秋田を元気に! | あきたこまち JA全農あきた        | 解禁前     | ATHLETA      |
| 2016 | TDK  | 解禁前         | 解禁前     | 細谷病院                               | -                             | - / PRIUS                                | あきたこまち JA全農あきた        | 解禁前     | ATHLETA      |
| 2017 | TDK  | 解禁前         | 解禁前     | 細谷病院                               | Traffic Rental×Lease          | カローラ秋田 COROLLA                     | あきたこまち JA全農あきた        | 解禁前     | ATHLETA      |
| 2018 | TDK  | あきたこまち   | 秋田魁新報 | We Are AKITA!                          | Traffic Rental×Lease          | カローラ秋田 COROLLA                     | -                                | 解禁前     | ATHLETA      |
| 2019 | TDK  | あきたこまち   | 秋田魁新報 | We Are AKITA! 細谷病院                 | Traffic                       | カローラ秋田 COROLLA                     | -                                | 解禁前     | ATHLETA      |
| 2020 | TDK  | JAあきたこまち | 秋田魁新報 | We Are AKITA! 細谷病院                 | Traffic                       | カローラ秋田 COROLLA                     | ADK                              | -          | ATHLETA      |
| 2021 | TDK  | JAあきたこまち | 秋田魁新報 | We Are AKITA! 細谷病院                 | Traffic                       | カローラ秋田 COROLLA                     | ADK                              | -          | ATHLETA      |
| 2022 | TDK  | JAあきたこまち | 秋田魁新報 | We Are AKITA! 細谷病院                 | Traffic                       | カローラ秋田 COROLLA                     | ADK                              | ALCY       | ATHLETA      |
| 2023 | TDK  | JAあきたこまち | 秋田魁新報 | Traffic                                | A2Care ito'oshii with Science | カローラ秋田 COROLLA                     | ADK                              | ALCY       | ATHLETA      |

## アカデミー
- ブラウブリッツ秋田U-18
- ブラウブリッツ秋田U-15
- ブラウブリッツ秋田U-12
- ブラウブリッツ秋田スクール（秋田校、大仙校、由利本荘・にかほ校、能代校）

## メディア

### テレビ
秋田朝日放送
- KICK OFF! AKITA - 毎週土曜日11:00 - 11:15

### ラジオ
エフエム秋田
- BLAUBLITZ on the wave - 毎週水曜日18:00 - 18:25

パーソナリティ: シャバ駄馬男・小玉夕美子。

### 新聞
- 秋田魁新報
  - 週刊さきがけスポーツ

### 応援マネージャー
- 品川香穂 (2020年～2022年)